# Guarea kunthiana
Guarea kunthiana, conhecida pelos nomes vulgares de peloteira e marinheiro é uma espécie de árvore nativa da região da Costa Rica ao Paraguai e Bolívia.
No Brasil ocorre no Planalto Central, Sudeste e Sul (Paraná e Santa Catarina).